# Malaysia ved sommer-OL 2020
Malaysia deltog under Sommer-OL 2020 i Tokyo, som blev afviklet i perioden 23. juli til 8. august 2021.

## Medaljer
| 2020 Tokyo | Guld | Sølv | Bronze | Total |
| Malaysia   | 0    | 1    | 1      | 2     |

### Medaljevinderne
| Malaysia under sommer-OL 2020 i Tokyo | Malaysia under sommer-OL 2020 i Tokyo | Malaysia under sommer-OL 2020 i Tokyo | Malaysia under sommer-OL 2020 i Tokyo | Malaysia under sommer-OL 2020 i Tokyo |
| Medalje                               | Navn                                  | Sport                                 | Event                                 | Dato                                  |
| ------------------------------------- | ------------------------------------- | ------------------------------------- | ------------------------------------- | ------------------------------------- |
| Sølv                                  | Azizulhasni Awang                     | Cykling                               | Mændenes keirin                       | 8. august                             |
| Bronze                                | Aaron Chia Soh Wooi Yik               | Badminton                             | Herredouble                           | 31. juli                              |